# Il sotterraneo dei vivi
Il sotterraneo dei vivi è un romanzo di Lincoln Child e Douglas Preston.
È in ordine cronologico, la nona avventura che ha per protagonista l'agente dell'FBI Aloysius Pendergast

## Trama
Il tenente Vincent D'Agosta chiama l'agente dell'FBI Aloysius Pendergast per indagare sull'omicidio di William Smithback, giornalista del New York Times del quale entrambi erano amici. Le indagini portano a una scoperta sconvolgente: a ucciderlo è stato un vicino di casa, che però era morto dieci giorni prima di lui. A complicare la situazione un'altra aggressione, quella subita dalla moglie del giornalista: il responsabile sembra essere uno zombie. I due, così, scoprono l'esistenza di una setta voodoo: Smithback, poco prima di morire, si stava occupando proprio dei loro riti.

## Personaggi principali
- Aloysius Pendergast, agente dell'FBI
- Vincent D'Agosta, tenente della polizia di New York
- William Smithback, giornalista del New York Times, ucciso all'inizio del romanzo
- Nora Kelly, curatrice del Museo di Storia Naturale di New York e moglie di Smithback

## Edizioni
- Lincoln Child, Douglas Preston, l sotterraneo dei vivi, Rizzoli, 2009,  p. 513.